# Wicher Jacob Woldringh van der Hoop

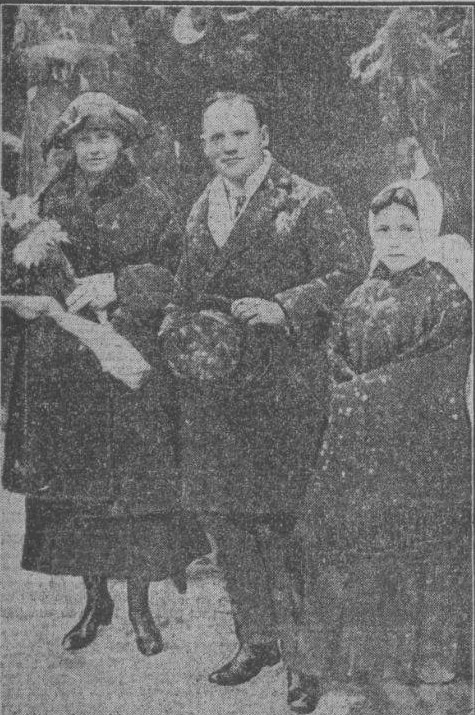
Wicher Jacob Woldringh van der Hoop bij zijn installatie tot burgemeester van Westkapelle, 1923

Mr. Wicher Jacob Woldringh van der Hoop (Groningen, 19 april 1891 – Oosterbeek, 13 oktober 1958) was burgemeester van achtereenvolgens Westkapelle en Katwijk. Zijn ouders waren mr. Jan Gerard van der Hoop en Caroline Louise Dorothée Charlotte Gallée.

## Biografie
Wicher Jacob Woldringh van der Hoop ontving zijn gymnasiale opleiding te Zutphen, waarna hij rechten studeerde aan de Universiteit Leiden. Als student bekleedde hij een bestuursfunctie in het Leidsch Studenten Corps. Zijn studie, onderbroken door militaire dienst, sloot hij af met een promotie in 1919.
Na een reis om de wereld was Woldringh van der Hoop enige jaren volontair op de gemeentesecretarie van Voorschoten om zich voor te bereiden op het door hem geambieerde burgemeestersambt. Hij huwde op 18 juli 1922 met Margaretha André de la Porte. Toen hij in Noordwijk woonde, had hij daar voor de CHU zitting in de gemeenteraad.
In 1923 werd hij benoemd tot burgemeester van Westkapelle. In 1932 trad hij af.
In 1932 volgde zijn benoeming tot burgemeester van Katwijk, welke gemeente hij tot aan zijn pensionering op 17 april 1956 heeft gediend. Deze ambtsperiode besloegen bewogen jaren, beginnend met de crisis van de jaren 30 gevolgd door de bezetting tijdens de Tweede Wereldoorlog, wat in Katwijk de evacuatie van een groot deel van de bevolking betekende en de afbraak van 800 woningen. Dit verergerde de toch al grote woningnood. Zelf werd hij in 1942 gearresteerd en gevangengezet door de bezetters, iets waar hij lichamelijk niet van heeft kunnen herstellen. 
Op zijn wens is hij na zijn overlijden begraven te Katwijk aan Zee op begraafplaats “Duinrust”, aan de voet van de duinen.
Bron: D.C.O. Boekhoven in Jaarboekje voor geschiedenis en oudheidkunde van Leiden en omstreken 1959.